# Universidade Federal Fluminense
Die Universidade Federal Fluminense (UFF) ist eine der vier staatlichen Universitäten im Bundesstaat Rio de Janeiro, Brasilien. Der Campus der Universität ist in Niterói, an der Südostseite der Guanabara-Bucht. Daneben gibt es 12 Niederlassungen in anderen Städten des Bundesstaates.
Die Universität wurde am 18. Dezember 1960 als Universidade Federal do Estado do Rio de Janeiro durch Zusammenschluss verschiedener Hochschulen des Bundesstaates gegründet. So entstand die juridische Fakultät bereits 1912 in Rio de Janeiro als Faculdade de Direito Teixeira de Freitas.
Die UFF organisiert einen Hochschullehrgang für Cinematografie, den der brasilianische Filmemacher Nelson Pereira dos Santos gegründet hat, in dem er auch unterrichtete.

## Absolventen
- Pascoal Ranieri Mazzilli
- Theotônio dos Santos
- João Havelange
- Anita Leocádia Prestes
- Vigolvino Wanderley Mariz
- César Maia
- Edir Macedo
- Filinto Müller
- Maria das Graças Foster